# Vánoční koleda (Dickens)
Vánoční koleda (plný název v angličtině A Christmas Carol. In Prose. Being A Ghost Story of Christmas) je povídka od anglického spisovatele Charlese Dickense vyprávějící o lakomém, chladném, necitelném a mrzoutském Ebenezeru Scroogeovi a jeho nápravě poté, co ho navštíví čtyři duchové o Štědrém večeru.
Kniha byla prvně vydána 19. prosince 1843 s ilustracemi Johna Leeche a setkala se rychle s úspěchem a oslavou kritiků. Příběh byl vnímán jako obžaloba industriálního kapitalismu v 19. století a jako vrácení hodnoty svátkům a veselí ve Velké Británii a Americe po období pochmurnosti. Vánoční koleda zůstává velmi populárním vánočním příběhem a byla adaptována do filmu, opery a dalších médií.
Originál rukopisu je v držení The Morgan Library & Museum, kde je každoročně vystavován o Vánocích. Digitalizovaný rukopis, který byl vytvořen v rámci restaurátorských prací v roce 2011, je dostupný online.

## Děj
Vánoční koleda je rozdělena do pěti kapitol označovaných jako sloky.

### První sloka
Příběh začíná na Štědrý den, kdy Ebenezer Scrooge, nesmírně lakomý a chladný londýnský obchodník, jako obvykle sedí v kanceláři společnosti Scrooge & Marley, kterou založil se svým již před sedmi lety zesnulým a neméně hrabivým společníkem Jacobem Marleym. Vtom do dveří vpadne Ebenezerův usměvavý synovec Fred a srdečně jej pozve na sváteční hostinu, což Scrooge hrubě odmítne. Podobně se zachová i o chvíli později, když jej dva muži vybírající peníze pro chudé a potřebné požádají o finanční příspěvek. Když se den nachýlí ke konci, neochotně dá svému bídně placenému a přepracovanému zaměstnanci Bobu Cratchitovi placené volno na Boží hod. Zároveň mu však zdůrazní, aby se na Svátek svatého Štěpána dostavil co nejdříve.
Po osamocené večeři v hostinci se Ebenezer vydává domů. Jakmile odmyká dveře svého domu, klepadlo se na okamžik promění v hlavu jeho společníka Jacoba Marleyho. Racionální Scrooge nevěří svým vlastním očím, i přesto raději zamkne na dva západy. Vtom se mu zjeví Marleyho duch, jenž má k sobě připoután dlouhý řetěz sestávající ze všech ukradených truhel a měšců. Marley varuje Scrooge, že jeho řetěz hříchů je už nyní mnohem delší a těžší než ten, který spočívá na něm samém. Zároveň svému bývalému obchodnímu partnerovi sdělí, že dostane šanci vyhnout se podobnému osudu, bude-li naslouchat třem duchům Vánoc, kteří jej v průběhu tří následujících nocí navštíví.

### Druhá sloka
První z duchů, Duch minulých Vánoc, na sebe nenechá dlouho čekat. Zářící přízračná postava ukáže Ebenezerovi, jak slavil Vánoce v dětství a mládí, kdy byl daleko laskavější. Nejprve jej zavede do maloměsta, kde Scrooge navštěvoval školu a cítil se zde osamělý. Úsměv na tváři mu vykouzlil až příchod jeho milované mladší sestry Fan, již dávno zesnulé matky synovce Freda, jež si ho přišla odvézt na Vánoce domů. Další návštěva směřuje ke společnosti pana Fezziwiga, Ebenezerova vůbec prvního a velmi milého zaměstnavatele, kde se koná bujarý vánoční večírek.

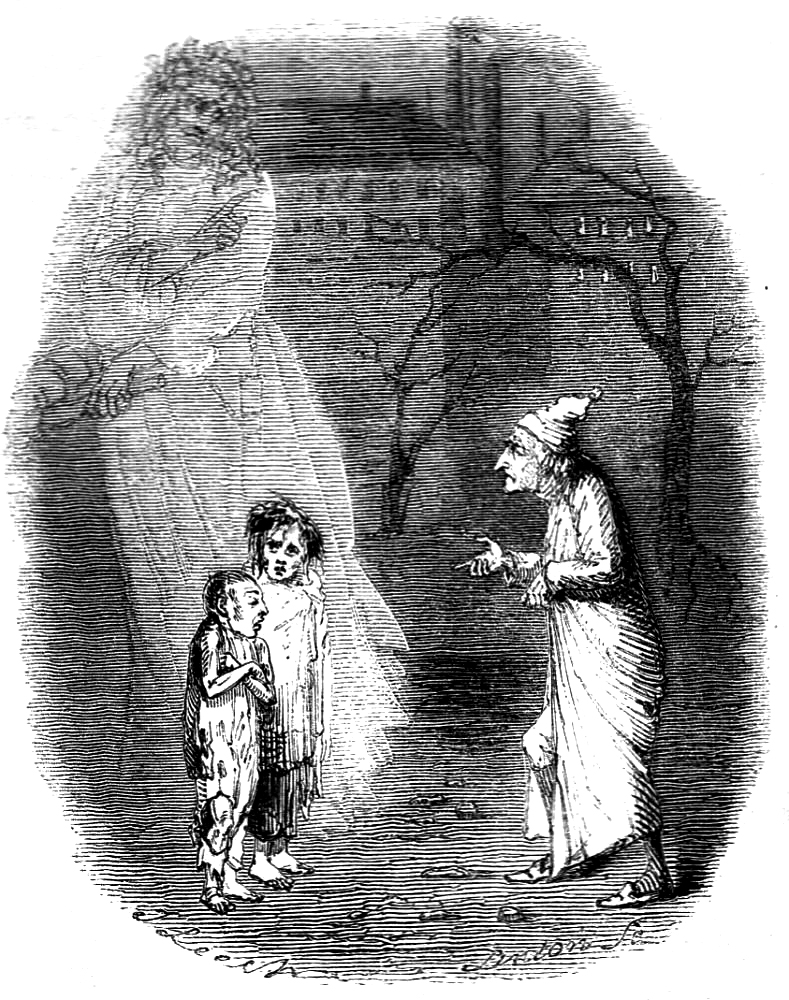
Duch současných Vánoc ukazuje Scroogeovi ohyzdné děti Nevědomost a Nouzi

Scroogeova negativní proměna charakteru je poprvé zřetelná v okamžiku, kdy se s ním rozhodne rozejít jeho opomíjená snoubenka Belle, neboť si uvědomí, že ji nikdy nebude milovat tak, jak miluje peníze. Nakonec duch zavede lakomého obchodníka do domácnosti již šťastně vdané Belle, jež spolu se svým manželem vyjadřuje opovržení nad osudem Scrooge. Rozhořčený Ebenezer donutí ducha, aby jej odvedl pryč.

### Třetí sloka
Druhý duch, Duch současných Vánoc, se zjeví v podobě hodujícího obra, jenž Ebenezerovi ukáže, jak se zástupci všech společenských tříd na různých místech těší z Vánoc. Nejprve jej provede vánočním Londýnem, kde se věřící scházejí ke sváteční bohoslužbě, obchody září prvotřídním zbožím a všichni lidé jsou k sobě vlídnější než kdykoliv jindy. Duch dále Scroogeovi ukáže, že tyto svátky slaví i umordovaní horníci, osamělí strážci majáku či námořníci brázdící rozbouřený oceán. Společně zavítají i na bujarou vánoční večeři v domě Freda, kam byl Ebenezer pozván.
Značná část této sloky se odehrává ve skromném obydlí Boba Cratchita v Camden Townu. Zde se celá rodina chystá na skromnou slavnostní večeři, neboť více si kvůli Cratchitově nuzné výplatě nemohou dovolit. I přesto se radují z toho že mají jeden druhého, a to zejména když domů dorazí Bob i se svým nejmilejším synem, churavým Tiny Timem. Duch sdělí Ebenezerovi, že nezmění-li se osud této rodiny, Tiny Tim brzy zemře. Ještě než duch zmizí, ukáže protagonistovi dvě ohyzdné děti zvané Nevědomost a Nouze, které se skrývají se pod jeho pláštěm, a důrazně ho před nimi varuje.

### Čtvrtá sloka
Poslední duch, Duch budoucích Vánoc, ukáže Ebenezeru Scroogeovi děsivé události nadcházejících svátku, pokud se lakomec nezmění. Temná a tichá postava jej zavede k situacím, z nichž vyplývá, že nedávno zesnula velmi neoblíbená osoba, na jejíž pohřeb nikdo netouží dorazit. Dále vyjde najevo, že hrobník se služkou a pradlenou tohoto muže mu odcizili osobní věci, aby je mohli prodat. Scrooge pochopí, že by jednoho dne mohl skončit podobně jako onen nebožtík, a proto požádá ducha, aby odhalil nějakou osobu, která truchlí kvůli tomuto muži. Ten mu však ukáže jen nemajetný pár, který se nad skonem dotyčného zaraduje, jelikož to znamená, že mají více času na srovnání svých finančních záležitostí.

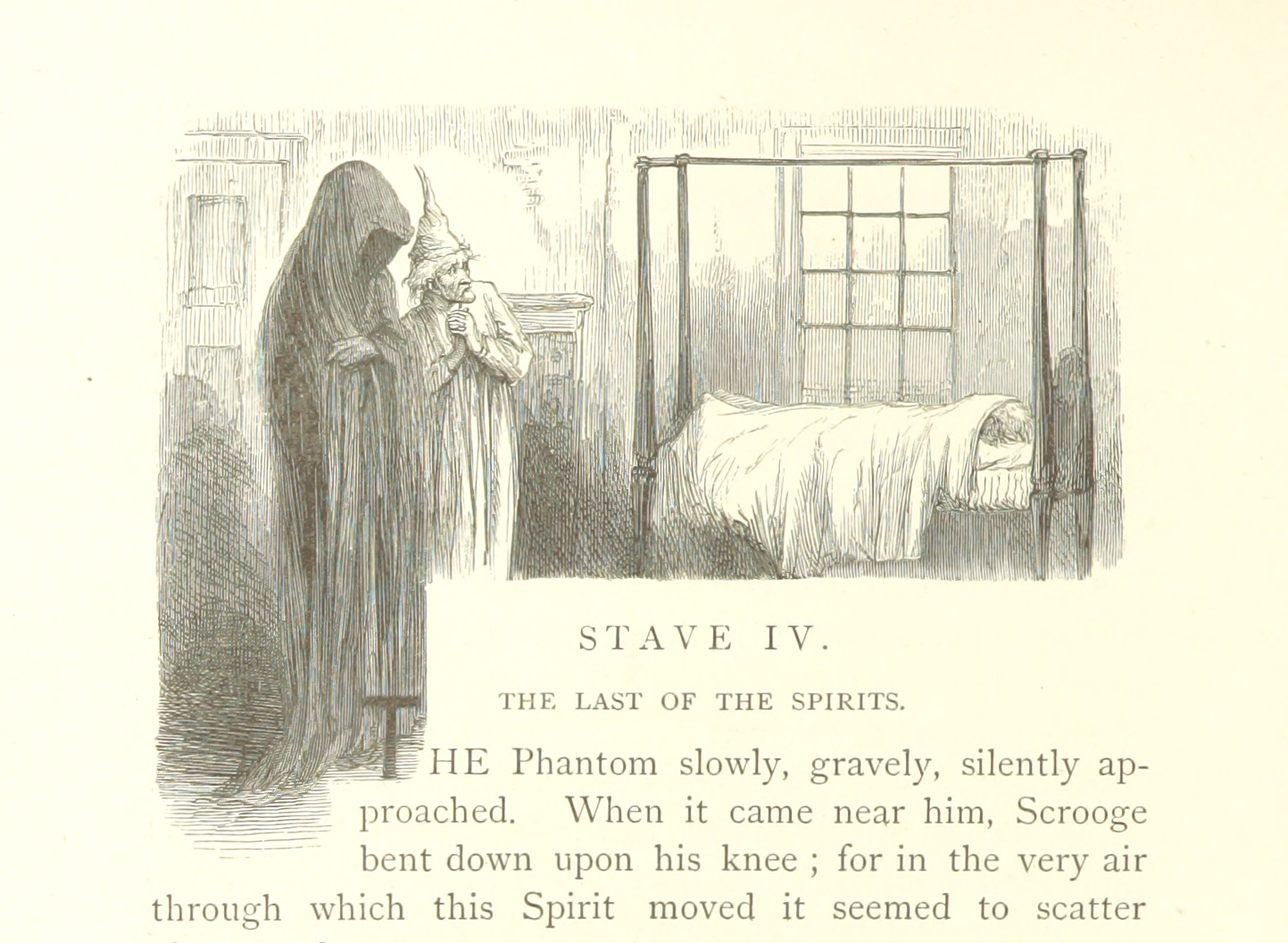
Začátek čtvrté sloky s ilustrací Ebenezera Scrooge a Ducha budoucích Vánoc

Duch ještě Ebenezerovi ukáže rodinu Cratchitovu, jež oplakává smrt Tiny Tima. Zaroveň mu dovolí nahlédnout na náhrobek zarostlého hrobu onoho všemi nenáviděného muže. Na něm je napsáno jméno Ebenezer Scrooge. Zděšený Ebenezer přísahá, že se navždy změní.

### Pátá sloka
Ebenezer Scrooge se probudí do mrazivého rána jako úplně jiný člověk. S radostí zjišťuje, že je teprve Boží hod, což znamená, že duchové jej stihli napravit za jedinou noc. Okamžitě nechá poslat Bobu Cratchitovi největšího a nejchutnějšího krocana v celém řeznictví a přispěje tučným finančním obnosem mužům, které o den dříve tak hrubě vypudil. Jeho příchod na Fredovu vánoční hostinu všechny hosty i samotného synovce nevýslovně překvapí. Ebenezer nicméně v jejich společnosti prožije nádherný večer. Následujícího dne Scrooge výrazně navýší Cratchitovi plat a pro Tiny Tima, jenž se nakonec uzdraví, se postupně stane druhým otcem. 
Od té doby jedná Ebenezer Scrooge s každým člověkem laskavě, štědře a empaticky. Po návštěvě oněch duchů v něm totiž vánoční nálada přetrvává již navěky.

## Postavy

### Hlavní postavy
- Ebenezer Scrooge (v češtině též Vydřigroš či Skrblíř)[4][5] – nesmírně lakomý a nevrlý obchodník, který po návštěvě duchů Vánoc a svého bývalého společníka Jacoba Marleyho projde zásadní změnou v charakteru a stane se z něj laskavý, štědrý a usměvavý muž
- Bob Cratchit (v češtině též Schrastil) – Ebenezerův velmi špatně placený a přepracovaný zaměstnanec, jenž se vyznačuje přátelskou a vlídnou povahou i navzdory tomu, že musí živit početnou rodinu, která žije v chudobě
- Fred – společenský, usměvavý a optimistický syn již zesnulé Ebenezerovy sestry, který se snaží se svým nechvalně proslulým strýcem navázat přátelský vztah
- Tiny Tim (v češtině též Tomínek) – milý syn Boba Cratchita, který je však churavý a musí chodit o berličce

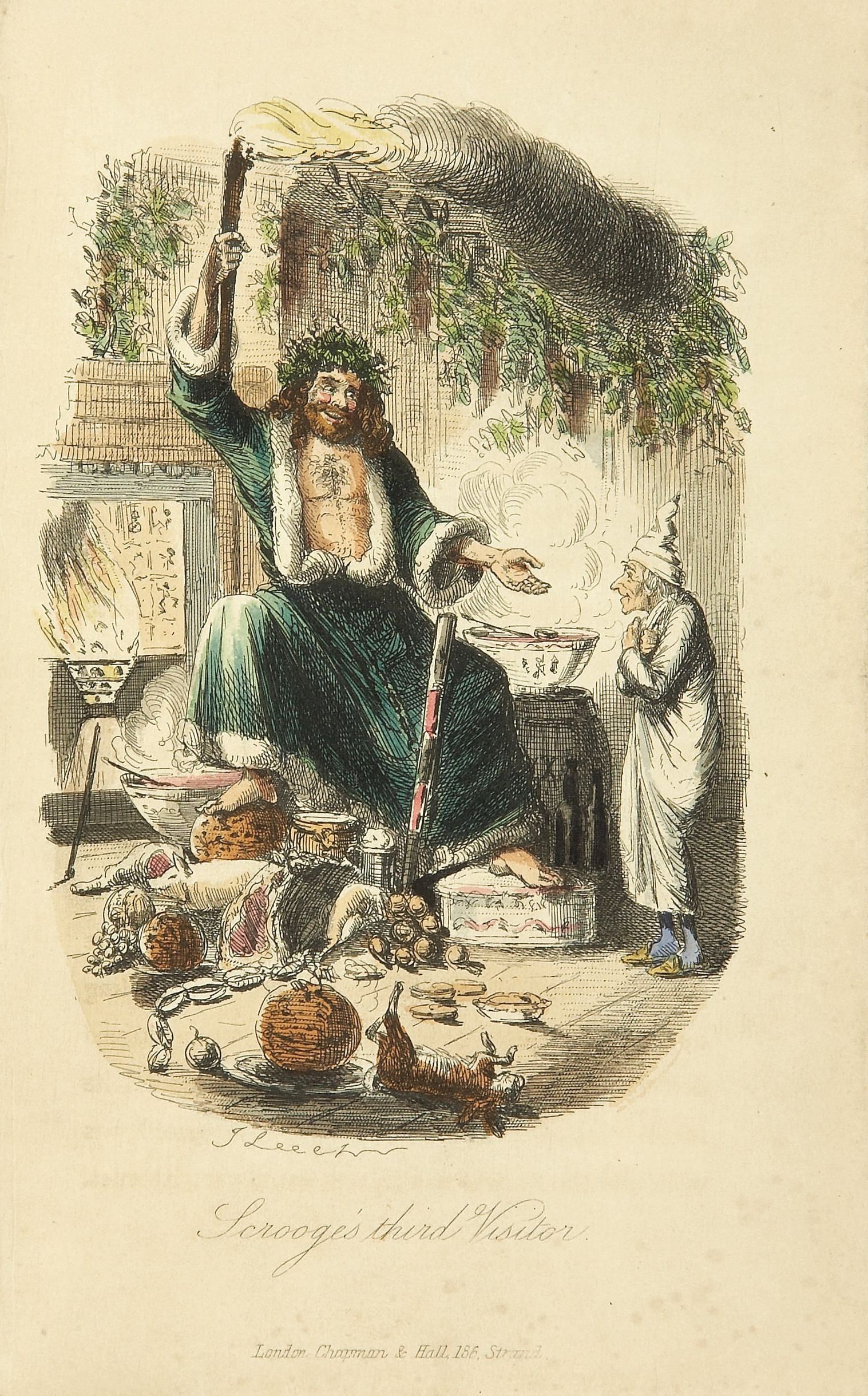
Duch současných Vánoc

### Duchové
- Jacob Marley (v češtině též Sebral či Vodral)[6] – před sedmi lety zesnulý obchodní společník Ebenezera Scrooge, jenž byl taktéž vždy velmi chamtivý a sobecký, za což po smrti náležitě pyká
- Duch minulých Vánoc (Ghost of Christmas Past) – menší postava promněnlivých tvarů vypadající jako stařec a dítě současně, z jehož temene prýští proud jasného světla, která Scroogeovi připomíná, jak trávil již dávno minulé Vánoce
- Duch současných Vánoc (Ghost of Christmas Present) – rozverný obr, který třímá v ruce magickou pochodeň a v průběhu Vánoc rychle stárne, ukazuje Ebenezerovi, kde a jak lidé slaví vánoční svátky
- Duch budoucích Vánoc (Ghost of Christmas Yet To Come) – děsivá a tajuplná postava v černé kápi, jež Scroogovi představuje jeho temnou budoucnost, nezmění-li svou povahu k lepšímu

### Vedlejší postavy
- Fan (česky též Fanynka) – mladší sestra Ebenezera a matka Freda, která byla laskavá a svého bratra nade vše milovala
- Fezziwig (česky též Feznoska) – zaměstnavatel mladého Ebenezera, jenž kromě píle a zisku rovněž prosazuje veselí, společenský život a tanec
- Belle – půvabná a vlídná žena, kterou kdysi mladý Scrooge hluboce miloval a byl s ní i zasnouben. V důsledku jeho markantní změně v povaze k horšímu se s ním tato dívka rozšla a nyní vede spokojený život s jiným mužem.
- zbylí členové rodiny Cratchitovy – paní Cratchitová, její pracovité dcery Martha s Belindou a dva malí rozpustilí synové
- muži vybírající peníze pro lidi v nouzi, aby také mohli oslavit Vánoce

## Zdroje
K napsání Vánoční koledy Dickense vedly hluboce ponižující zkušenosti z vlastního dětství, jeho sympatie k chudým během 30. a 40. let 19. století, zejména dětem, a dále příběhy Washingtona Irvinga o tradičních anglických Vánocích. I přesto, že už Dickensovi literární předchůdci ve své tvorbě oslavovali vánoční svátky, byl to právě on, který představil svou vizi světských svátků veřejnosti.

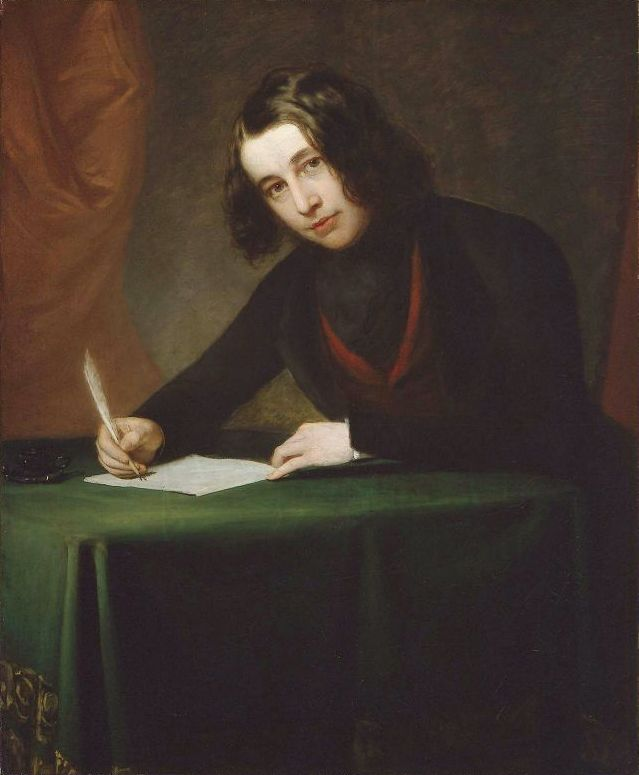
Dickens v roce 1842

V roce 1824 byl v Marshalsea kvůli velkým dluhům zatčen a uvězněn Dickensův otec John Dickens. Rodina se přestěhovala do vězení, ale dvanáctiletý Charles byl nucen se přestěhovat do nedaleké noclehárny, zastavit svou sbírku knih, opustit školu a manuálně pracovat v továrně na výrobu černi. Necítil se dobře v přítomnosti ostatních zaměstnanců továrny, kteří o něm hovořili jako o „mladém gentlemanovi“. Poté, co byl jeho otec po třech měsících vězení propuštěn, byl mladý Dickens nucen dál pracovat v továrně, což ho ještě hlouběji frustrovalo. Zoufal si, zda vůbec někdy znovu dosáhne dřívějšího šťastného života. Toto období na něj mělo zdrcující psychický dopad, zabarvilo jeho dílo a špatné vzpomínky jej pronásledovaly po celý život. Dickens tehdy sledoval životy mužů, žen a dětí nejchudších částí Londýna a byl svědkem sociální nespravedlnosti, kterou trpěli.
V roce 1843 podnikl cestu ke cornwallským cínovým dolům, kde spatřil děti pracující v otřesných podmínkách. Dojmy z utrpení, které viděl, byly umocněny návštěvou Field Lane Ragged School, jedné z londýnských škol založené ke vzdělávání hladových a negramotných dětí z ulice. Dickens napsal Second Report of the Children's Employment Commission v únoru 1843, parlamentní zprávu, ve které odkryl hrozivé dopady průmyslové revoluce na životy chudých dětí. V projevu na Manchester Athenaeum apeloval na zaměstnance a zaměstnavatele, aby společně bojovali proti neznalosti reformou vzdělávání.
Irvingův popis starých anglických vánočních zvyků a tradic v Bracebridge Hall Dickense přitahoval a oba autoři sdíleli víru, že představení nostalgických anglických Vánoc může obnovit sociální harmonii a pohodu, které se v moderním světě ztratily. V „A Christmas Dinner“ od Sketches by Boz (1837), Dickens přistupoval ke svátkům podobně jako Irving a v Kronice Pickwickova klubu (1836) představil idealizovanou vizi Vánoc 18. století v Dingley Dell. V příhodě z této knihy pan Wardle vylíčil příběh Gabriela Gruba, jehož změní návštěva duchů, kteří mu ukážou minulost a přítomnost – což je předobrazem Vánoční koledy.
Vliv na Dickense měla také návštěva ve Western Penitentiary v Pittsburghu v Pensylvánii v dubnu 1842 a díla Douglase Jerrolda všeobecně, zejména „The Beauties of the Police“ (1843), satirická a melodramatická esej o otci a jeho dítěti nuceně oddělených v chudobinci a satirická esej „How Mr. Chokepear keeps a merry Christmas“ (Punch, 1841), která měla vliv na vznik postavy Scrooge.

## Publikace

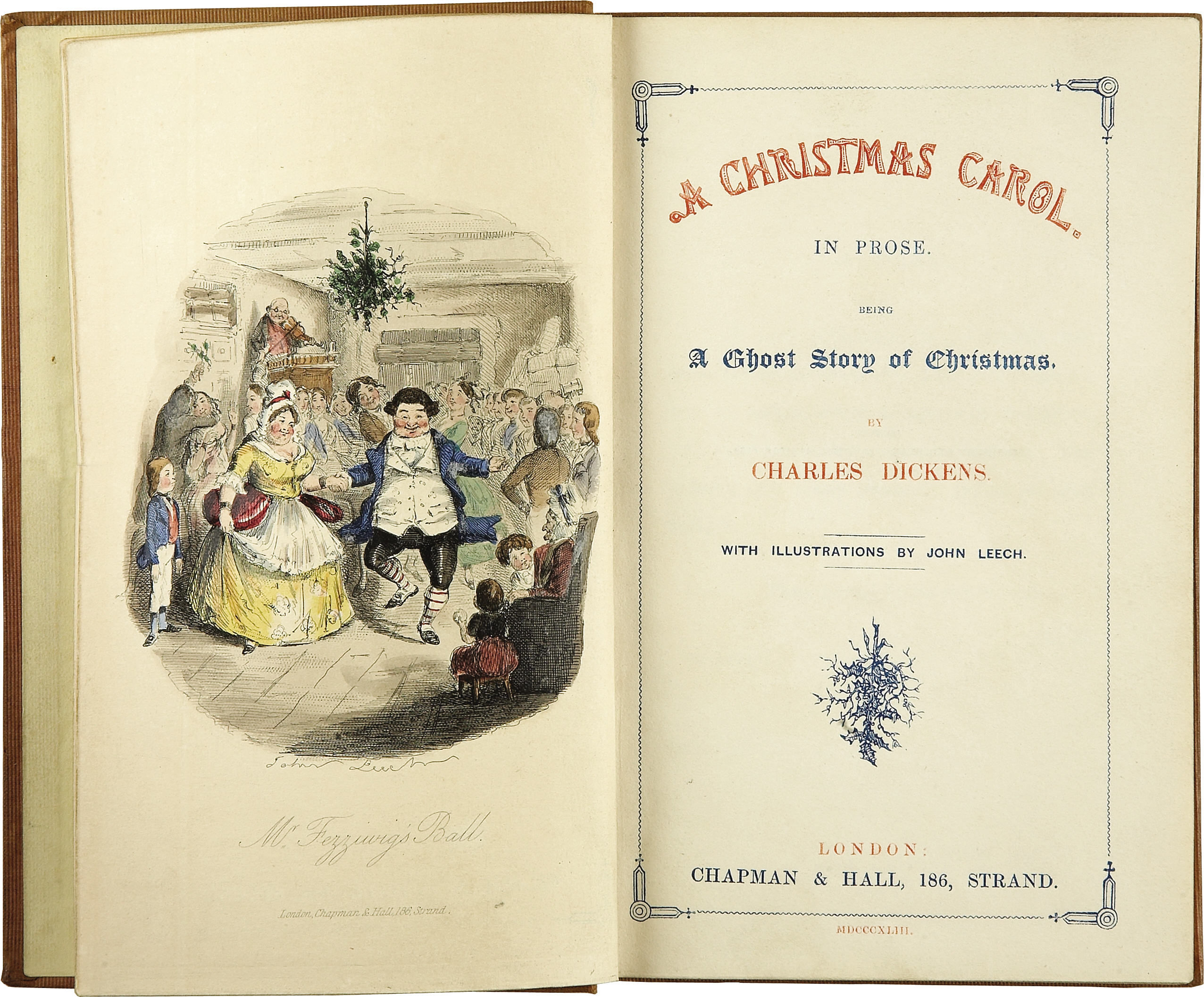
První vydání přední a titulní strany.

Dickens začal psát Vánoční koledu v říjnu 1843 a dokončil ji během šesti týdnů, přičemž poslední stránky dopsal na začátku listopadu. Po hádce s vydavatelem ohledně nízkého zisku povídky Martin Chuzzlewit, Dickens odmítl jednorázovou výplatu za knihu a vybral si zisk v procentech v naději, že tak dostane víc peněz. Vánoční koledu pak vydal na vlastní náklady. Kvůli vysokým výrobním nákladům získal pouze 230 místo tisíce liber, které očekával a potřeboval, jelikož jeho žena byla znovu těhotná.
Knihu vydalo nakladatelství Chapman and Hall 19. listopadu 1843 a byla svázána v červeném obalu se zlatou ořízkou stránek.
Text doprovázely čtyři nákladné, rukou malované rytiny a čtyři černobílé dřevěné rytiny od Johna Leeche. Prvních 6 tisíc kopií knihy za mírnou cenu 5 šilinků se vyprodalo na Štědrý večer a kniha se dobře prodávala i v dalším roce. I přes nízký zisk autora měla kniha velký umělecký úspěch a setkala se s dobrým přijetím kritiků. Kniha znovunastartovala Dickensovu kariéru po fiasku jeho románu Martin Chuzzlewit.

## Odkaz
Od svého prvního vydání měla Vánoční koleda hluboký účinek na své čtenáře. Například Mr. Fairbanks ji četl na Štědrý večer v Bostonu v roce 1867 a byl tak pohnut, že svou továrnu na Boží hod zavřel a všem svým zaměstnancům poslal krocana. Dickensovo radostné zobrazení Vánoc má své kořeny ve starověkých saturnáliích a přivlastnění předkřesťanských zvyků středověkou církví. Kniha redefinovala ducha a význam Vánoc a vyvolala znovuzrození svátečního veselí poté, co puritánské autority v 17. století v Anglii a Spojených státech amerických potlačily předkřesťanské rituály spojené se svátky.

Náboženský a společenský dopad Vánoční koledy a její zobrazení vánočních tradic hrály významnou roli v oživení Vánoc s důrazem na rodinu, dobrou vůli a soucit.

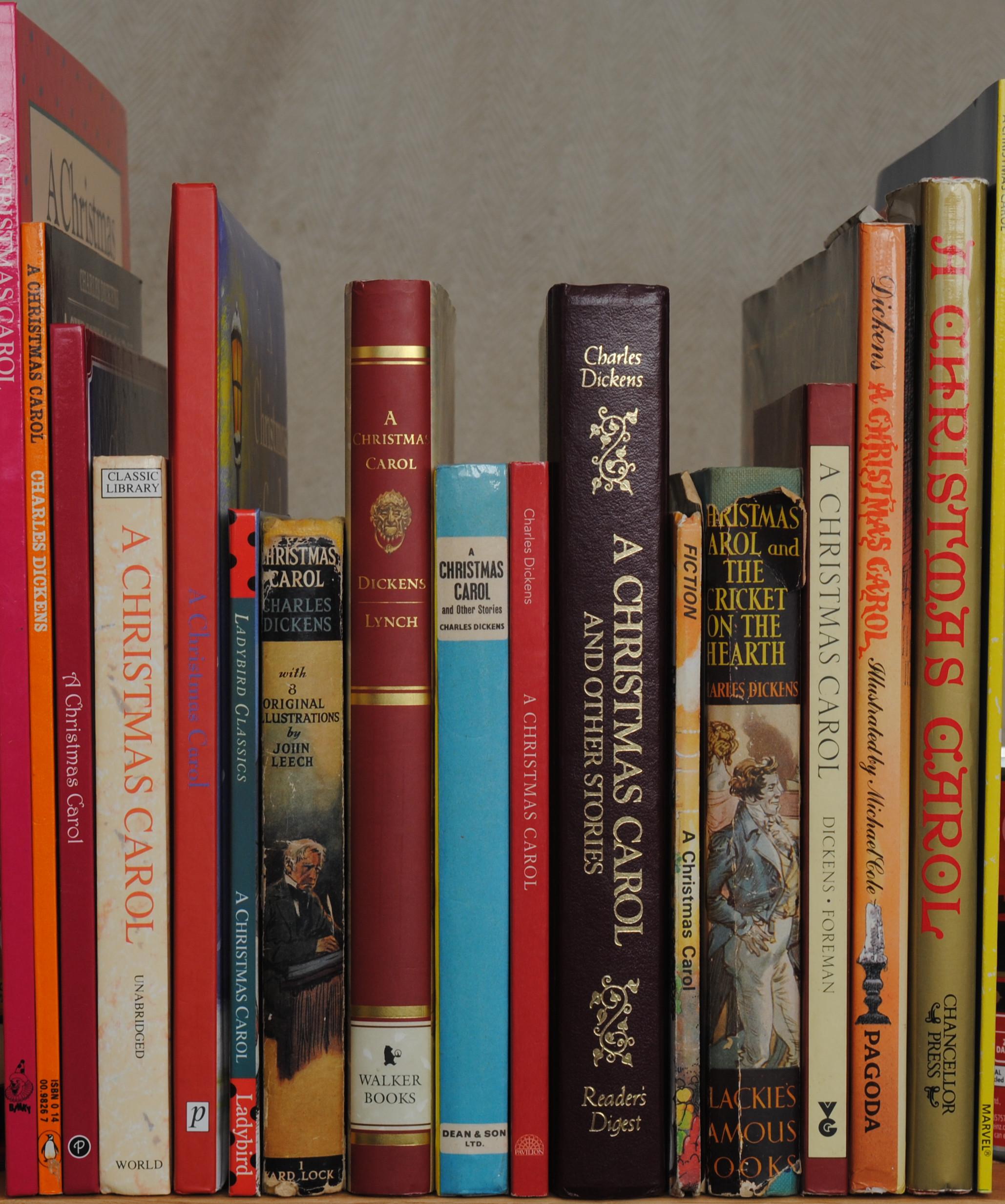
Vánoční koleda vyšla v mnoha různých edicích

 Podle historika Ronalda Huttona je dnešní podoba slavení Vánoc z velké části výsledkem viktoriánského obnovení svátků propagovaných Vánoční koledou. Hutton argumentuje, že Dickens viděl Vánoce jako zejména rodinnou oslavu velkorysosti, v kontrastu ke společenským a církevním oslavám v 18. a 19. století.
Svou laickou představou svátků Dickens ovlivnil řadu aspektů oslav Vánoc v dnešní západní kultuře, jakými jsou rodinná setkání, sváteční jídlo a pití, tanec, hry a slavnostní velkorysá vstřícnost. Příběh také zpopularizoval frázi „Merry Christmas“. Jméno Scrooge se v angličtině stalo synonymem lakomce a slova „Bah! Humbug!“ jsou používána coby opovrhující označení „podvodného" slavnostního ducha.

## Dějiny rukopisu
Když byl Dickensovi po vytištění vrácen rukopis knihy, nechal jej svázat v červené marocké kůži (safián, šagrén, marokén) a věnoval jej Thomasu Mittonovi, pravděpodobně jako vánoční dárek a zřejmě jako poděkování za dříve poskytnutou štědrou půjčku. Na přední straně stálo „Thomas Mitton Esqre“ a na hřbetě ‘A Christmas Carol / Dickens / MDCCCXLIII’.
V roce 1875 Thomas Mitton prodal rukopis londýnskému knihkupci Francisu Harveyemu, traduje se, že za 50 liber (v roce 2023 by to odpovídalo asi 5000 liber nebo 140 000 Kč). Téměř obratem jej koupil sběratel autogramů Henry George Churchill. Ten jej nechal ofotit a získal tak 750 kopií z fotografií.[zdroj?]
V roce 1882 nabídl Churchill rukopis k prodeji prostřednictvím knihkupce jménem Bennett z Birminghamu v Anglii. Za 200 liber jej odkoupilo londýnské knihkupectví Robson and Kerslake. Krátce poté byl rukopis znovu prodán, tentokrát jej za 300 liber jako výhodnou investici pořídil Stuart M. Samuel, od kterého jej v roce 1890 za 1000 liber odkoupilo londýnské knihkupectví J. Pearson & Co.
Nakonec rukopis někdy před rokem 1900 získal americký finančník J. P. Morgan. Manuskript byl po jeho smrti v roce 1913 věnován americkému lidu spolu s dalšími částmi sbírky. Nyní je v držení The Morgan Library & Museum, kde je každoročně vystavován o Vánocích. Digitalizovaný rukopis je dostupný online.

## Adaptace
Příběh byl zpracován do řady adaptací, včetně filmu, opery (mj. opera slovenského skladatele Jána Cikkera Mister Scrooge, 1959), baletu, Broadwayského muzikálu Comin' Uptown (1979) či pořadu televize BBC s mimem Marcelem Marceau a Benjaminem Brittenem z roku 1947 Men of Goodwill: Variations on 'A Christmas Carol'.
Nejstarší známá filmová adaptace je Scrooge, or, Marley's Ghost (1901). Mezi nejúspěšnější pak patří televizní film Vánoční koleda (1999) s Patrickem Stewartem v hlavní roli či hvězdně obsazené animované zpracování z roku 2009 režiséra Roberta Zemeckise. Populární jsou také modifikované adaptace, jako například Mickeyho vánoční koleda (1983) či Vánoční koleda u Mupetů (1992).